# Moby Corse
Die Moby Corse ist ein ehemaliges Fährschiff der italienischen Moby Lines, das 1978 als Dana Anglia für die dänische Det Forenede Dampskibs-Selskab (DFDS) in Dienst gestellt wurde.

## Geschichte

### Dana Anglia
Die Dana Anglia wurde im Mai 1975 in Auftrag gegeben und am 21. Mai 1976 unter der Baunummer 210 in der Aalborg Værft in Aalborg auf Kiel gelegt. Nach der Übernahme durch DFDS am 28. April 1978 wurde das Schiff am 13. Mai 1978 auf der Strecke von Esbjerg nach Harwich in Dienst gestellt.
Im Dezember 1982 ging die Dana Anglia in den Besitz der in Esbjerg ansässigen K/F Difko XXI über, wurde aber weiterhin von DFDS genutzt. Im Januar 1987 charterte Sealink British Ferries das Schiff und setzte es weiter auf seiner alten Route ein. Zwischen November 1988 und Februar 1989 befuhr es außerdem die Strecke zwischen Oslo und Kopenhagen. Am 29. Dezember 1989 ging die Dana Anglia wieder in den Besitz von DFDS über.
Im Januar 1993 wurde das Schiff in der Howaldtswerke-Deutsche Werft modernisiert und weiter zwischen Esbjerg und Harwich eingesetzt. Ab Januar 1999 befuhr es zusätzlich den Hafen von IJmuiden.

### Duke of Scandinavia
Am 2. Oktober 2002 wurde die Dana Anglia in Kopenhagen offiziell in Duke of Scandinavia umbenannt und fortan von dort aus nach Trelleborg und Danzig eingesetzt. Am 28. November 2003 wechselte das Schiff auf die Strecke von Newcastle upon Tyne nach IJmuiden.

### Pont L'Abbé
Im Februar ging die Duke of Scandinavia an Brittany Ferries und wurde nach einem Werftaufenthalt in Frederikshavn im März 2006 als Pont L'Abbé zwischen Portsmouth und Cherbourg in Dienst gestellt, ehe sie am 12. November 2008 ausgemustert und in Saint-Nazaire aufgelegt wurde.

### Moby Corse
Im November 2009 kaufte die italienische Moby Lines das Schiff und taufte es im Dezember 2009 in Moby Corse. Am 20. Mai 2010 wurde es auf der Strecke von Toulon nach Bastia in Dienst gestellt, ehe es 2013 nach Genua verlegt wurde.
Im September 2014 charterte der schwedische Offshore-Betreiber SweOffshore die Moby Corse, für den sie nach einem Umbau in Esbjerg als Wohnschiff genutzt wurde. 2015 kehrte das Schiff in den Liniendienst zurück.
2017 erhielt das Schiff neue Wärtsilä-Dieselgeneratoren.
Ende 2023 wurde die Fähre in Livorno aufgelegt und Ende 2024 an die algerische Reederei L’aures verkauft. Das Schiff wurde in Santa Cruz umbenannt und ist seit 2024 in Genua aufgelegt.